# Co Lassche
Jacobus Johannes Lassche (Amsterdam, 15 november 1919 - 17 april 1966) was een Nederlandse bouwer van schaatsen.
Koperslager van beroep, construeerde hij reeds in het midden van de jaren 30 van de 20e eeuw noren. Na de Tweede Wereldoorlog fabriceerde hij deze schaatsen uit voedselblikken en zaagbladen. Ook wist hij uit deze blikken vele andere gebruiksvoorwerpen te maken en te verkopen.
In 1947 zocht hij klandizie voor zijn schaatsen bij de Amsterdamse sportwinkels. Eilers in de Kalverstraat had wel interesse, maar vroeg om een getuigschrift door een bekend schaatser. Lassche nam contact op met Jaap Havekotte, die zelf als vertegenwoordiger ging optreden. Hij trok zoveel klanten, dat moest worden overgegaan naar fabrieksmatige productie. Zo werd het bedrijf Viking schaatsen opgericht dat ook heden nog bestaat.
In 1952 verliet hij dit bedrijf en ging zelfstandig verder, eerst te Durgerdam en later te Amstelveen, als Schaatsenfabriek Lassche. Na zijn dood stopte dit bedrijf.